# 岩佐美咲
岩佐美咲（日语：岩佐 美咲，1995年1月30日—），是前日本女子團體AKB48 Team B成員，是一名演歌歌手。出生於千葉縣，事務所是長良製作。

## 來歷
2008年
- 2008年12月，AKB48第四期研究生(7期生)甄選中合格。

2009年
- 8月23日，在AKB48分身之術巡演／AKB104選拔成員組閣祭演唱會的晚場公演中，公布將昇格成為Team A的成員。
- 9月27日、AKB48首個日本国外單独演唱會「AKB48 NY公演 supported by スカパー!HD」（紐約・WEBSTER HALL）當時研究生是與佐藤すみれ共同参加。

2010年
- 3月25日，AKB48滿座祭希望 橫濱Arena演唱會夜場演出中，宣布移籍至Production尾木。
- 6月30日，與小森美果加入走廊奔跑隊組成限定組合走廊奔跑隊7。

2011年
- 3月20日，與鈴木瑪莉亞在美國關島希爾頓度假村舉行慈善握手會和迷你演唱會[1]。
- 3月29日，在公演后宣布從尾木製作移籍至专门从事演歌方面的長良製作。
- 4月1日起加入長良製作、但移藉後仍以尾木製作活動優先。
- 12月6日、2012年2月1日由德間日本傳播發表個人Solo。是繼AKB48的板野友美、前田敦子第3人作個人獨唱發展，亦是AKB首名從事演唱演歌的歌手。2月9日首次出席了由長良製作舉辦的活動「新春演歌节」（新春演歌まつり）[2]。

2012年
- 2月1日：以個人歌手身份的出道單曲《無人車站》發行。[3]
- 5月至6月舉辦的「AKB48第27張單曲選拔總選舉」中得到第33位，進入Next Girls[4]。
- 7月29日於夷隅鐵道國吉站舉行「於無人車站歌唱《無人車站》」活動。活動後，再前往同線的大原站以「一日車掌」名義乘坐團體專用列車「特別急行わさみん号」[5][6]。
- 8月24日於「AKB48 in TOKYO DOME 〜1830mの夢〜」首日公演中發表將調至Team B[7]。
- 10月20日在「『無人駅』攝影大賽」表揚活動中發表第二張單曲的發售[8]。
- 11月1日：正式調動到Team B。
- 11月3日：在Team B Waiting公演中亮相[9]。

2013年
- 1月9日，第二首演歌單曲「如果我住在天空」《もしも私が空に住んでいたら》發行。[10]
- 1月23日，在「第二屆AKB48 衍生組合祭」中，在「出單曲個人」的演出組合中演唱新單曲。
- 1月24日，在「AKB48 重温时间 最佳曲目100 2013」第一日之安可曲部分，現場演唱新單曲。
- 3月8日，高中畢業。

2014年
- 2月24日，於「AKB48集團大組閣祭」中宣布所屬隊伍由Team B轉移至Team K[11]。
- 4月11日於馬自達Zoom-Zoom廣島球場為日本職棒廣島東洋鯉魚對中日龍第4回合比賽前，獲邀演唱國歌及主持投球禮（日语：始球式）[12][13]，是首位AKB成員於公開場合獨唱國歌。
- 4月24日正式轉至TeamK。
- 5月至6月於「AKB48第37張單曲選拔總選舉」中得到第49位，進入Future Girls[14]

2016年
- 1月30日，在演歌會中宣布即將自AKB48畢業[15]。
- 3月14日，在AKB48劇場舉行了畢業公演[16]。

2018年
- 7月6日在法國舉辦的“Japan Expo”演出，與賽西兒·柯貝爾同台演出。[17]。

2021年
- 1月15日，宣布感染新型冠狀病毒。 [18]。
- 7月12日，岩佐美咲的旧推特账号（@wasaminnn）遭遇黑客入侵，因此处于无法登录的状态。之后她另外注册了名为岩佐美咲（岩佐美咲的X（前Twitter））的新账号。[19]

2022年
- 大约在10月2日，为父亲的六十大寿进行伊势志摩之旅，前往伊势神宫参拜区域的御荫横丁旅行。

2023年
- 8月20日 - 开设YouTube频道。

## 人物
- 3姊妹中的次女[20]。
- 據說懂事前，有咬蠟筆和鞋的癖好[21]。
- 在羽鳥Vocal Academy出身。加入AKB48前，曾擔任過玉置成實PV及演唱會的伴舞。
- 舞蹈及唱歌都有穩定評價。特別是在舞蹈上，每一個動作伴隨著除認真的表情、在歌迷中被稱為「拼命的舞蹈」
- 喜歡演歌，在卡拉OK也會唱。2010年10月9和10日舉行的「AKB48 東京秋祭」，兩天分別演唱了石川小百合的兩首代表作《津輕海峽·冬景色》及《越過天城》。
- 喜歡的食物是內藏煮（日语：もつ煮）、辣的食物、蛾螺、煮得硬一點的白飯。
- 討厭的食物是青魚卵（日语：数の子）、栗子飯（日语：栗ご飯）[22]。
- 喜歡看漫畫，喜歡的漫畫是《鋼之鍊金術師》。
- 怕熱。但在冬天時會食欲大增，1日5餐，曾吃光20碟壽司。
- 跟同期的小森美果和同齡的多田愛佳很友好。加入AKB48多田已經是首推成員。
- 跟藤江れいな同一間學校。
- Wasamin（わさみん）這個愛稱是由畢業生成瀨理沙命名。最初是「みっきー」，但兩週後換掉。
- 在2012年6月29日播出之"AKB48的真格挑戰"中，挑戰8小時內排列3333張骨牌並全部推倒，3333張骨牌數字為岩佐在第四次總選舉獲得第"33名"而來。排列出之圖形分別為星星、戴眼鏡的男人、AKB48字樣，最後結束於花的圖案中。岩佐於規定之8小時內將所有骨牌排列完成並順利全部推倒，挑戰成功。
- 是AKB48 Team k兼任NMB48 Team N隊長的山本彩的粉絲

## 獲獎歷
2012年
- 第45回日本有線大獎[23]
  - 新人獎
  - Long Request獎（「無人駅」）

## AKB48參加曲

### 單曲選拔曲
- 「RIVER」中收錄
  - 飛機雲 - Theater Girls名義
- 「馬尾與髮圈」中收錄
  - 被偷了的唇 - Under Girls名義
- 「無限重播」中收錄　
  - Lucky Seven ※宮崎美穂的代理MV中出演
- 「Beginner」中收錄
  - 專屬於我的value - Under Girls名義
- 「機會的順序」中收錄
  - 與核桃對話 - Team A名義
- 「變成櫻花樹」中收錄
  - K區域 - DIVA名義
- 「Everyday、髮箍」中收錄
  - 人之力量 - Under Girls名義
- 「風正在吹」中收錄
  - 你的背影 - Under Girls名義
- 「崇尚麻里子」中收錄
  - 鄰人不受傷 - Team A名義
- 「GIVE ME FIVE!」中收錄
  - 牧羊人之旅 - Special Girls B名義
- 「仲夏的Sounds good!」中收錄
  - 3滴眼淚 - Special Girls名義
  - 為了你我…
- 「格子花紋」中收錄
  - DoReMiFa音痴 - Next Girls名義
- 「UZA」中收錄
  - 不是正義使者的英雄 - Team B名義
- 「永遠的壓力」中收錄
  - 我們的Reason
- 「So long!」中收錄
  - 怎麼會在那裡踩到狗屎？ - Team B名義
- 「戀愛的幸運餅乾」中收錄
  - 猜想的橘子果醬 - Future Girls名義
- 「真心電流」中收錄
  - Tiny T-shirt - Team B名義
- 「勇往直前」中收錄
  - KONJO
- 「紅唇Be My Baby」中收錄
  - 金色翅膀的人啊 - Team B名義

### 分組參加曲
TeamA 5th Stage「恋愛禁止条例」公演（劇場初登台）
1. 暴風驟雨之間（伴舞）
2. 恋愛禁止条例

※宮崎美穗的代演
TeamK 4th Stage「最终钟声鸣响」公演
1. 對不起 我的寶石（伴舞）

TeamB 3rd Stage「睡衣兜风」公演
1. 純情主義（伴舞）

teamB 4th Stage「偶像的黎明」公演
※多田愛佳的全員曲代演
1. 單戀對角線（伴舞）
2. 天國小子（伴舞）

TeamK 5th Stage「引体后空翻」公演
1. 愛之色

※奧真奈美的代演
※大島優子休演時近野莉菜的全員曲代役
研究生 「偶像的黎明」公演
1. 口對口的巧克力
2. 天國小子（伴舞）

THEATER G-ROSSO「不要讓夢想死去」公演
1. 隔壁的香蕉※

※河西智美、藤江れいな、高城亞樹和仲川遙香的替補
TeamA 6th Stage「目擊者」公演
1. ☆之彼方
2. 手牽手 ※

※仲谷明香、前田敦子代演
TeamB Waiting公演
- 對不起 我的寶石

## 演出

### 演唱會
- 岩佐美咲的第一場音樂會 無人車站的新出發時間-（2016年1月30日，淺草公會堂（日语：浅草公会堂））
- 岩佐美咲演唱會-歌唱熱情！連接時代的演歌之路～（2017年1月29日，淺草公會堂）
- 岩佐美咲第3場演唱會 用微笑、心靈和感激連接... 2 天的幸福（2017 年 7 月 22 日至 23 日，讀賣大手町禮堂（日语：読売新聞東京本社））
- 熱情的歌聲！演歌新時代岩佐美咲演唱會（2017年9月23日，稻波市文化館）
- 岩佐美咲4th演唱會（2018年2月4日，惠比壽花園大廳（日语：恵比寿ガーデンプレイス））
- 岩佐美咲演唱會2019～音樂的力量代代相傳～（2019年1月26日，東京電影俱樂部）
- 岩佐美咲出道10週年演唱會-以羈絆連接的未來-（2021年8月13日，中野零）
- 岩佐美咲&松井咲子 in BLUES ALLEY（2022年7月3日，ブルース・アレイ・ジャパン）

### 日劇
- 馬路須加學園 最終話 （2010年3月26日，東京電視台）- 飾演 馬路須加女學生
- 馬路須加學園2 最終話（2011年7月1日，東京電視台） - 飾演 Misaki

### 音樂節目
- NHK歌謡演唱會（2012年2月21日 - 不定期出演、NHK綜合）

### 電視節目
- AKB48神TV
  - Season3（2009年11月6日、13日）
  - Season5（2010年11月21日、28日）
  - Season6（2011年5月1日、8日）
  - Season8（2011年11月13日、20日）
- AKBINGO! (2010年3月3日－，不定期出演，日本電視台)
- 週刊AKB (2010年3月19日－，不定期，東京電視台)
- 熱血BO-SO TV (2010年8月14日－，不定期，千葉電視台)
- 原來如此!高校（2010年10月9日、2011年4月21日－，日本電視台）
- AKB和××! (2011年1月27日，讀賣電視台)
- 微妙〜（2011年10月13日・20日・11月3日・2012年2月2日，ひかりTV）
- AKB48的你、是誰?（2012年4月26日 - 不定期出演、NOTTV）
- ごきげん歌謡笑劇団（2012年5月3日、NHK総合）
- AKB48的真格挑戰（2012年6月29日、ひかりTV）
- AKB子兔道場（2013年3月8日、東京電視台）

### 電視動畫
- 蠟筆小新（2012年3月9日・16日、朝日電視台） - 飾 わさみん

### 體育
- 平成24年大相撲名古屋場所8日目（2012年7月15日、NHK総合）- 「関取訪問」環節 リポーター 
※勢翔太（伊勢ノ海部屋）を取材

### 廣播節目
- 渡り廊下走り隊7（2010年7月5日 - 、日本放送）
- がんばろう千葉!がんばろう日本!Stand up together!!（2011年6月12日、bayfm）
- 岩佐美咲のラジカントロプス2.0（2011年8月23日、日本廣播）
- 岩佐美咲のこんばんわさみん（2012年4月3日 - 、TBS廣播『ミュージックナビ〜昨日と今日との交差点〜』内包番組）

### 舞台劇
- AKB歌劇團「∞・Infinity」（2009年10月30日－11月8日，THEATER G-ROSSO） - 飾演 愛
- Arts Fusion in KANAGAWA ドリル魂 YOKOHAMA ガチンコ編（2010年2月26日－28日，神奈川縣立青少年中心（日语：神奈川県立青少年センター））
- らめらめ (2010年5月18日、22日、23日，八幡山Worsal劇場） - 主演・スーちゃん 役

### CM
- 農林水産省 めざましごはん（2010年9月10日 - ）
- エイチ・アイ・エス（2010年12月 - ）
- JOYSOUND（2012年6月 - ）

### 活動
- 長良グループ新春演歌まつり（2012年2月9日（日本ガイシホール）、2月11日（大阪城Hall）、2月25日（橫濱體育館））
- 東日本大震災被災地支援チャリティー｢第17回輝け!歌の祭典｣紅白歌合戦（2012年3月7日、ゆうぽうとホール五反田)
- 長良グループ「夜桜演歌まつり」（2012年4月11日、大田区民ホール･アプリコ)
- 長良グループ主催「ティーンズカラオケ大会本選大会」（2012年8月19日、メルパルク東京ホール)
- 岩佐美咲の『無人駅』へようこそ（2012年7月11日、AKB48 CAFE&SHOP AKIHABARA シアターエリア）
- 第三回 演歌歌謡大行進〜山野楽器創業120周年スペシャル〜（2012年9月24日、中央区立日本橋公会堂）
- 長良グループ「新春演歌まつり」告知イベント（2012年10月3日、ラクーア ガーデンステージ）
- 第12回虹の架け橋 まごころコンサート（2012年10月4日、NHKホール）
- 第八回大江戸うた祭り ふれあいコンサート（2012年10月17日、北とぴあ さくらホール）
- 大月みやこ・香西かおりジョイントコンサート（2012年11月21日、神奈川県民ホール）

### PV
- 玉置成實《You are the music in me》（伴舞）
- 玉置成實 演唱會（伴舞）

## 唱片

### 單曲
|              | 發行日         | 單曲名稱                   | Oricon公信榜 最高週間排名  | 首周銷量     | 累計銷量     | 發售形態     | 產品編號                         | 版本                               | 備註                                                                          |
| 德间日本传播 | 德间日本传播   | 德间日本传播               | 德间日本传播               | 德间日本传播 | 德间日本传播 | 德间日本传播 | 德间日本传播                     | 德间日本传播                       | 德间日本传播                                                                  |
| ------------ | -------------- | -------------------------- | -------------------------- | ------------ | ------------ | ------------ | -------------------------------- | ---------------------------------- | ----------------------------------------------------------------------------- |
| 1            | 2012年2月1日   | 無人車站                   | 第5名                      | 23,773張     | 53,204張     | CD CD+DVD    | TKCA-73745 TKCA-73741            | 通常盤 初回限定盤                  |                                                                               |
| 2            | 2013年1月9日   | 如果我居於天空             | 第5名                      | 18,929張     | 29,825張     | CD CD+DVD    | TKCA-73865 TKCA-73860            | 通常盤 生産限定盤                  |                                                                               |
| 3            | 2014年1月8日   | 鞆之浦的爱慕之情           | 第1名                      | 11,928張     | 22,721張     | CD CD+DVD    | TKCA-74055 TKCA-74050            | 通常盤 生産限定盤                  | 繼1986年的城之內早苗（當時18歲）後， 第二位未滿20歲便獲得Oricon周冠的演歌歌手 |
| 4            | 2015年4月29日  | 初酒                       | 第13名 演歌、歌謠曲部第1名 | 16,282張     | 20,124張     | CD CD+DVD    | TKCA-74182 TKCA-74178            | 通常盤 生産限定盤                  | [ 25 ]                                                                        |
| 5            | 2016年1月6日   | 抱歉東京                   | 第6名 演歌、歌謠曲部第1名  |              |              | CD CD+DVD    | TKCA-74329 TKCA-74325            | 通常盤 生産限定盤                  | [ 26 ]                                                                        |
| 6            | 2017年1月10日  | 鯖街道                     | 第10名 演歌、歌謠曲部第1名 |              |              | CD CD+DVD    | TKCA-74465 TKCA-74464            | 通常盤 生産限定盤                  | [ 27 ]                                                                        |
| 6            | 2017年8月23日  | 鯖街道（特別記念盤）       | -                          | -            | -            | CD CD+DVD    | TKCA-74556 TKCA-74555            | 通常盤 生産限定盤                  |                                                                               |
| 7            | 2018年2月27日  | 佐渡鬼太鼓                 | 第11名 演歌、歌謠曲部第1名 |              |              | CD CD+DVD    | TKCA-74621 TKCA-74620            | 通常盤 生産限定盤                  | TBS電視台「開運音樂堂」結尾曲。                                               |
| 7            | 2018年8月8日   | 佐渡鬼太鼓（特別盤）       | -                          | -            | -            | CD           | TKCA-74674 TKCA-74675 TKCA-74676 | 特別盤A 特別盤B 特別盤C            |                                                                               |
| 8            | 2019年2月13日  | 戀愛終結三軒茶屋           | 第16名 演歌、歌謠曲部第1名 | 9,307張      |              | CD CD+DVD    | TKCA-74749 TKCA-74750 TKCA-74748 | 通常盤A 通常盤B 生産限定盤         | [ 29 ]                                                                        |
| 8            | 2019年8月6日   | 戀愛終結三軒茶屋（特別盤） | -                          | -            | -            | CD           | TKCA-74808 TKCA-74809            | 特別盤A 特別盤B                    |                                                                               |
| 9            | 2020年4月22日  | 右手和左手布魯斯           | 第13名                     |              |              | CD CD+DVD    | TKCA-74867 TKCA-74868 TKCA-74866 | 通常盤 海物語合作盤 初回生産限定盤 | [ 30 ]                                                                        |
| 9            | 2020年10月21日 | 右手和左手布魯斯（特別盤） | -                          | -            | -            | CD           | TKCA-74926 TKCA-74927            | 特別盤A 特別盤B                    |                                                                               |
| 10           | 2020年4月22日  | AKIRA                      | 第13名                     |              |              | CD CD+DVD    | TKCA-74992 TKCA-74991            | 通常盤 初回生産限定盤              | [ 31 ]                                                                        |
| 10           | 2022年5月25日  | AKIRA（特別盤）            | -                          | -            | -            | CD           | TKCA-75041 TKCA-75042            | 特別盤A 特別盤B                    |                                                                               |

### 专辑
|              | 發行日         | 专辑名稱           | 最高週間排名 | 首周銷量     | 累計銷量     | 發售形態     | 產品編號              | 版本                  | 備註         |
| 德间日本传播 | 德间日本传播   | 德间日本传播       | 德间日本传播 | 德间日本传播 | 德间日本传播 | 德间日本传播 | 德间日本传播          | 德间日本传播          | 德间日本传播 |
| ------------ | -------------- | ------------------ | ------------ | ------------ | ------------ | ------------ | --------------------- | --------------------- | ------------ |
| 1            | 2013年11月6日  | 点播·翻唱          | 第9位        | 6,942張      | 8,761張      | CD CD+DVD    | TKCA-74015 TKCA-74010 | 通常盤 初回生產限定盤 |              |
| 2            | 2016年11月30日 | 美咲巡禮 〜第1章〜 | 第31位       |              |              | CD CD+DVD    | TKCA-74447 TKCA-74446 | 通常盤 初回生產限定盤 | [ 32 ]       |
| 3            | 2019年11月6日  | 美咲巡禮 〜第2章〜 | 第62位       |              |              | CD CD+DVD    | TKCA-74854 TKCA-74853 | 通常盤 初回生產限定盤 | [ 33 ]       |
| 4            | 2023年10月4日  | 美咲巡禮 〜第3章〜 |              |              |              | CD CD+DVD    | TKCA-75174 TKCA-75175 | 通常盤 初回生產限定盤 | [ 34 ]       |

### DVD
- いわこも（2010年12月22日、イーネット・フロンティア） - 小森美果&岩佐美咲名義
- 4 YOU／松原夏海・野中美郷・岩佐美咲・小森美果 （2011年4月27日、イーネット・フロンティア）

## 書籍

### 雜誌・新聞連載
- 月刊歌の手帖（2012年4月25日 - 、マガジンランド） - 「追跡わさみん」掲載。

### 写真集・日曆
- 岩佐美咲 2012年日曆（2011年11月19日、ハゴロモ）

## 外部連結
- 長良プロダクション 公式プロフィール （页面存档备份，存于）
- 徳間ジャパンコミュニケーションズ 公式プロフィール （页面存档备份，存于）
- 岩佐美咲的X（前Twitter）（2021年7月 - ）
- 岩佐美咲的Instagram帳戶（2016年4月22日 - ）
- 岩佐美咲のトーク （页面存档备份，存于） - 755
- 岩佐美咲オフィシャルブログ（ラインブログ） （页面存档备份，存于）
- 岩佐美咲オフィシャルブログ （页面存档备份，存于）